# Types de nouages des bracelets de survie

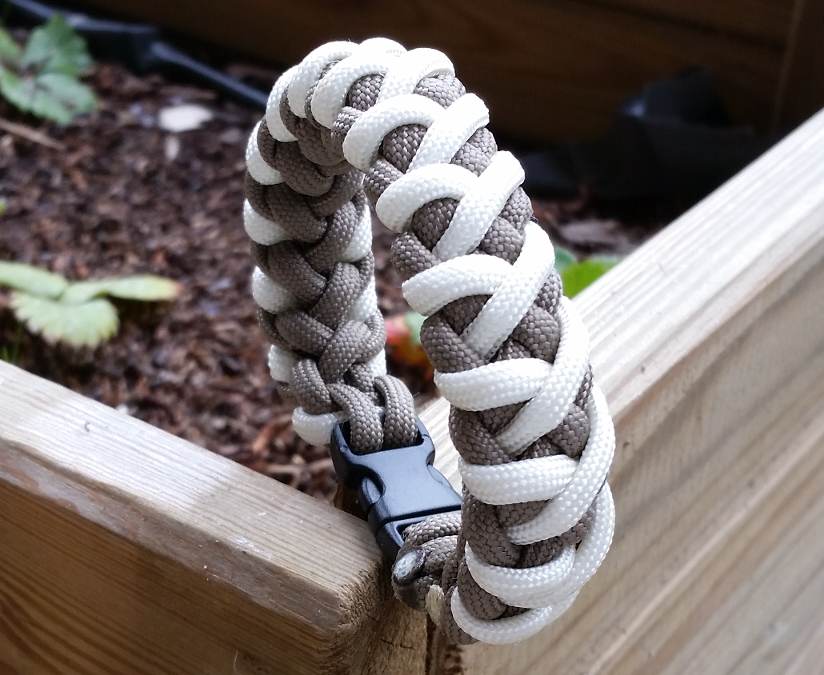
Lion Heart Sinnet bicolore en paracorde

De nombreux types de nouages des bracelets de survie existent et font même l'objet d'un certain nombre d'ouvrages papier et numériques. Portés par l'univers du survivalisme, ils font l'objet d'une diffusion assez large et leur méthodologie de construction est accessible sur Internet, notamment sur les sites de partage de vidéos, de photos ou d'arts créatifs.
Notes:
- cet article n'a pas pour vocation de faire un recensement exhaustif des nouages existant mais uniquement à présenter les plus courants ou caractéristiques
- les nouages dont le nom est suivi d'un astérisque (*) peuvent être classés comme nouage à déploiement rapide (nécessitant parfois une petite adaptation de la méthode de construction normale)
- il n'existe pas de classification des nouages, néanmoins, cet article les organise par familles de technique (elle-même ou une dérivée comme le nouage Lizard Belly Bar qui mélange la technique du nœud plat et de la boucle pour créer une nouvelle technique[2])
- cet article ne présente pas les nouages réalisés par assemblage de techniques ; ces nouages associent plusieurs techniques qui ne sont pas fusionnées en une seule mais reste bien distinctes comme le Snake Tail Bracelet[3] qui intègre le nouage Snake dans un nouage Half-Hitch inversé
- cet article ne présente que les nouages chaînés, c'est-à-dire utilisant une technique reproduite tout au long du bracelet (il existe nombre de nouages combinant de multiples techniques comme le nouage Furiosa's Weave[4] qui intègre un nœud mandala au milieu du bracelet construit avec une forme dérivée du nouage Snake)

Pour un article plus général, voir Bracelet de survie.

## Nouages àNœud plat
C'est le nœud classique du Macramé. Nombre de nouages de bracelet l'utilise seul, le dérive ou le combine avec d'autres nœuds.

### Blaze Bar*

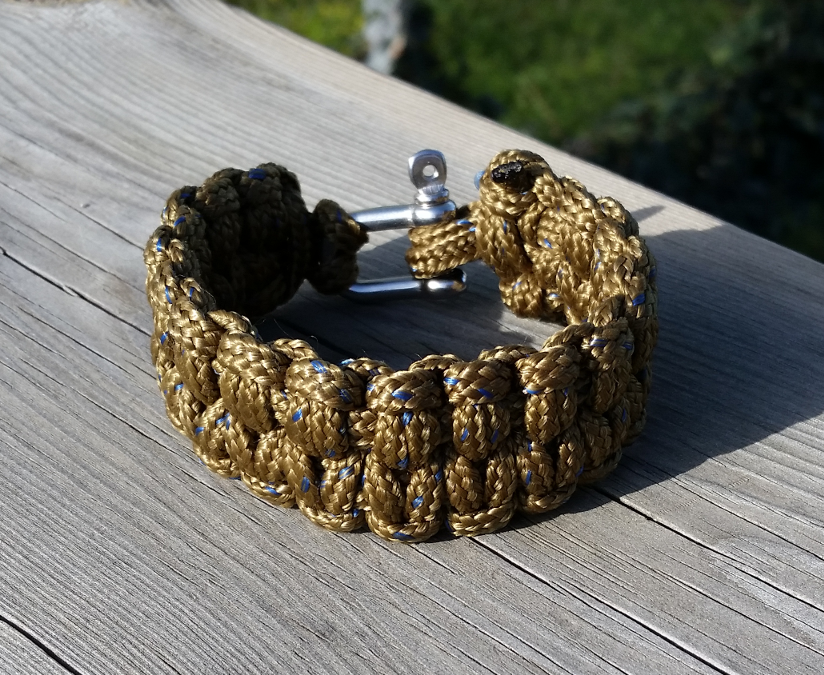
Blaze Bar avec manille

Ce nouage est constitué de 2 âmes. Le nouage des brins vient se faire autour des âmes sur un principe dérivé du nouage Cobra.
Contrairement au Cobra dont un brin passe au-dessus de l'âme l'autre en dessous, le Blaze Bar alterne entre les deux âmes, passant sur la première et sous la seconde. De plus, le Blaze Bar ne croise qu'une fois les brins alors que le Cobra les croisent 2 fois. Il est donc facilement démontable.
Il peut être fait en déploiement rapide s'il est formée de 2 âmes constituées de 2 ganses faites d'un seul tenant tel un Π.
Le déploiement est simple, il faut libérer les extrémités des anses et tirer sur l'extrémité opposée en retenant le nœud. La corde est libérée très rapidement et est immédiatement utilisable.
Ce nouage large permet de stocker une grande longueur de corde (4 à 5m de paracorde 550 suivant la longueur du bracelet et son serrage). Il est à noter que la capacité à pouvoir extraire les âmes dépendra beaucoup du serrage. Plus la tension est importante dans les brins, plus l'extraction sera difficile.

### Cobra
Code ABoK: #2495 et #2496

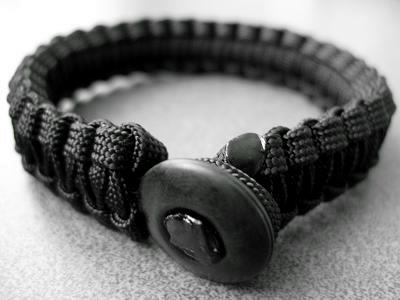
Cobra en paracorde 550

Également connu sous le nom de Solomon Bar ou Portugese Sinnet, ce nouage est caractéristique du macramé. Il s'agit d'une série de nœuds plats réalisés sur une âme. 
Il peut être fait en 2 couleurs (brin droit/brin gauche) voir 3 si on utilise une âme avec une autre corde. Dans ce cas, le recto et le verso sont inversés au niveau des couleurs (une couleur se trouve au centre et l'autre marque les bordures). Ce nouage est réversible, c'est-à-dire qu'il présente le même motif d'un côté et de l'autre.
Il est possible de démonter assez rapidement le bracelet lorsqu'on utilise une ganse en guise d'âme. Une fois l'âme retirée, il reste une série de nœuds simples (ABoK #514) enchaînés deux à deux. La nécessité de dénouer un par un chaque nœud ne permet pas de le classer dans la catégorie à déploiement rapide.
Un Cobra permet généralement (suivant la longueur du bracelet et le serrage effectué) d'avoir 2,5m de paracorde 550 au poignet.

### King Cobra
Code ABoK: #2495 et #2496

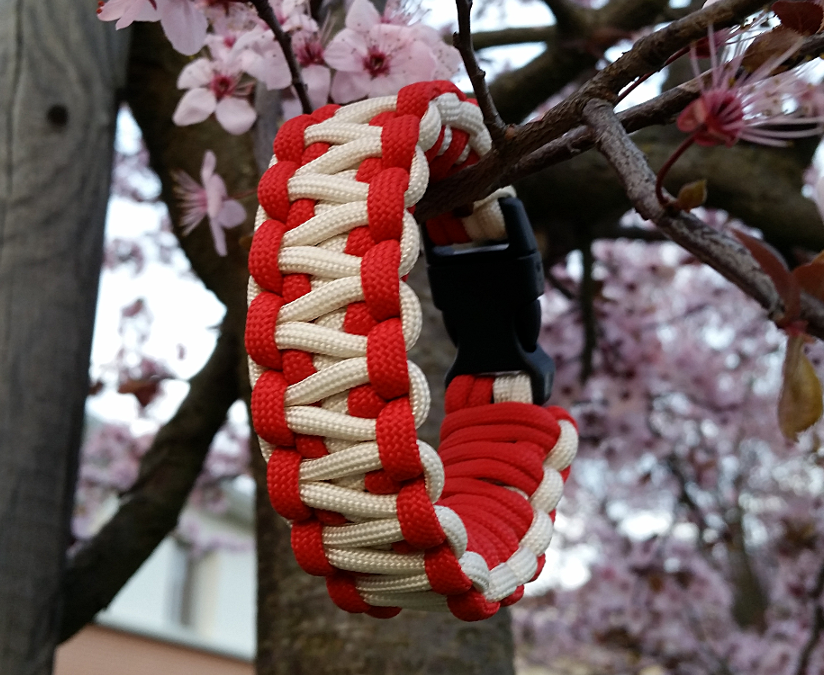
King Cobra bicolore

Il s'agit d'un nouage Cobra réalisé par-dessus un autre Cobra qui servira donc d'âme au premier.
Comme le Cobra, le King Cobra peut se faire à 2 couleurs voire 4 si on réalise le second Cobra sans continuité avec le premier. Il est même possible de réaliser une inversion de couleur entre le Cobra qui sert d'âme et celui qui le recouvre. On peut ainsi avoir un Cobra noir à bordure bleue surmonté d'un Cobra bleu à bordure noire.
Ce nouage devient très épais. Il faut être prudent vis-à-vis de la longueur du bracelet pour ne pas être trop court au moment de la finition. Du fait de son épaisseur il est également assez rigide.
Si on n'y prend pas garde, le serrage peut se faire sur le dessus ce qui crée une surface quasiment plane et un corps arrondi en U. Le King Cobra perd donc la possibilité d'être réversible comme le Cobra. En serrant bien dans le plan du Cobra qui sert d'âme, on retrouve les propriétés du Cobra classique.
Du fait du double travail, on emmagasine une grande quantité de corde (environ 4,5m de paracord 550 comparativement aux 2,5m environ du Cobra seul).

### Shark Jaw Bone

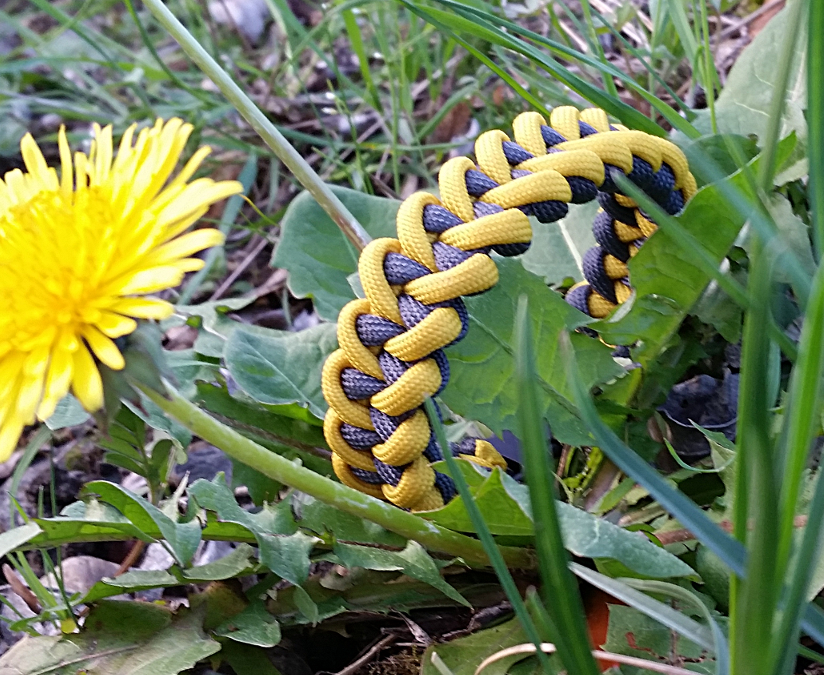
Shark Jaw Bone bicolore

Aussi connu sous le nom de Piranha, ce nouage utilise la technique du nœud plat (comme le nouage Cobra) mais va travailler de manière différente. Dans le nouage Cobra, l'âme (composée ou non de plusieurs brins) est prise dans le nœud. Le Shark Jaw Bone est composé de 2 âmes. Le nouage se fait alternativement sur une âme puis sur l'autre. Il se crée donc un schéma en dents de scie qui rappelle la mâchoire d'un requin. Les dents sont décalées entre la bordure droite et la gauche.
Le nouage peut se faire en 2 couleurs. Les "dents" situées en bordure seront d'une couleur et le centre du bracelet d'une autre. C'est en 2 couleurs que le motif en dents est le plus visible. Comme le Cobra, ce nouage est réversible avec inversion des couleurs.
À l'instar du Cobra, ce nouage peut se démonter si on utilise 2 ganses en Π en guise d'âmes. Toutefois, il ne peut pas être considéré comme un nouage à déploiement rapide puisqu'il laisse après démontage une longue série de nœuds plats à défaire un par un.

## Nouages àDemi-clé
Ces nouages utilisent la demi-clé de différentes manières. Il existe nombre de techniques qui vont travailler sur une ou plusieurs âmes, les nœuds vers l'intérieur ou l'extérieur du bracelet, dans l'axe du bracelet ou perpendiculairement, voire les deux.

### Genoese*
Code ABoK: #2500, #3450

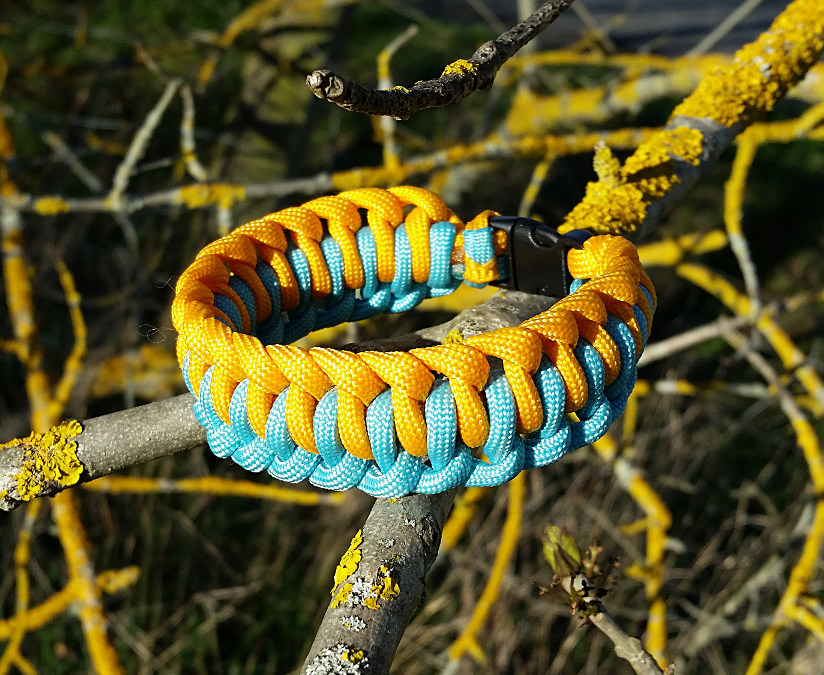
Genoese bicolore

C'est un nouage à 1 âme constitué d'une série de demi-clés réalisées autour de l'âme. On alterne les demi-clés issue du brin droit et du brin gauche.
Ce nouage peut se faire en 2 couleurs. On obtient alors un motif en peigne intercalé dans l'axe du bracelet.
Comme les demi-clés sont toutes faites de la même manière (contrairement au nouage Millipede qui alterne), il se forme naturellement une spirale (cf. surliure à demi-clés) qui est contrariée par le montage du bracelet en ligne droite. Ainsi le bracelet a une tendance naturelle à se tordre surtout si la tension du cordage est importante.
Le nouage peut être à déploiement rapide si l'âme utilisée est une ganse. On peut alors l'extraire et détruire la cohésion du nouage.

### Half-Hitch*
Code ABoK: #2498

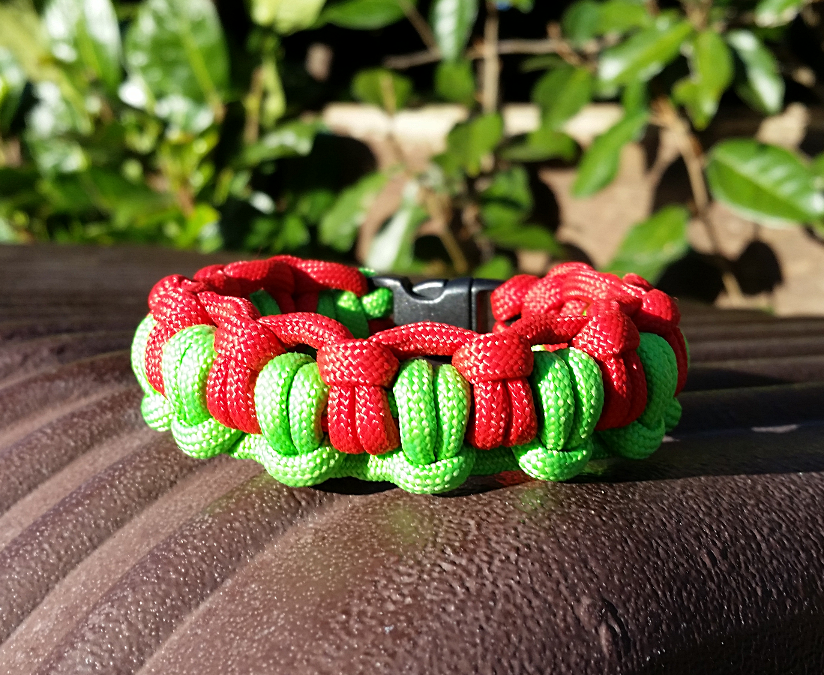
Half-Hitch bicolore

Également connu sous le nom de Double Tatted Bar, ce nouage est constitué de demi-clés entourant l'âme et assemblées dans un sens puis dans l'autre formant une série de nœud en tête d'alouette.
Contrairement au nouage Millipede qui alterne brin droit brin gauche entre chaque demi-clé, ce nouage alterne les têtes d'alouette (2 demi-clés inversées avec le brin droit, 2 avec le brin gauche, etc.). Il se crée alors une série d'arches le long du bracelet entre chaque nœud en tête d'alouette.
Ce nouage est rectiligne par opposition au nouage Genoese qui a tendance à vriller naturellement.
Il est possible de supprimer ces arches en réalisant la demi-clé non pas autour de la seule âme mais en enserrant en plus le brin dormant (celui qui ne travaille pas). On obtient ainsi une version modifiée (Modified Half-Hitch) sans arches et donc plus compacte.
Le nouage peut devenir à déploiement rapide en utilisant une ganse comme âme. Il suffit de l'arracher pour démonter le bracelet.

### Millipede*
Code ABoK: #50

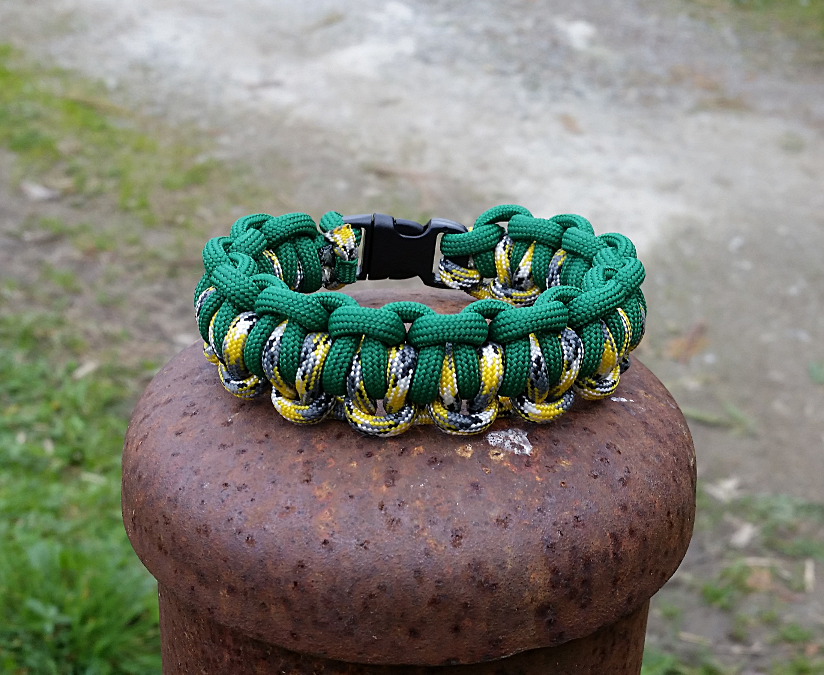
Millipede bicolore

Ce nouage fait partie de la famille des nouages à demi-clés. Comme le nouage Half-Hitch ou le nouage Genoese, il est constitué de demi-clés enserrant l'âme. Ce nouage utilise les nœuds en tête d'alouette du Half-Hitch tout en intercalant les brins droits et brins gauches comme le Genoese.
Le nouage associe donc les propriétés de ces deux nouages tout en évitant ou limitant leurs problématiques. Ainsi, ce nouage est droit (pas d'effet de vrille du Genoese) et ses arches sont plus discrètes que celles du Half-Hitch.
Il peut se réaliser en 2 couleurs créant un motif en peignes intercalés dans l'axe du bracelet.
Le Millipede peut être à déploiement rapide si on utilise une ganse en guise d'âme. En effet, comme pour le Genoese et le Half-Hitch, seule l'âme permet de conserver la cohérence du nouage. Une fois retirée, le nouage se décompose.

### Wind Temple Bar

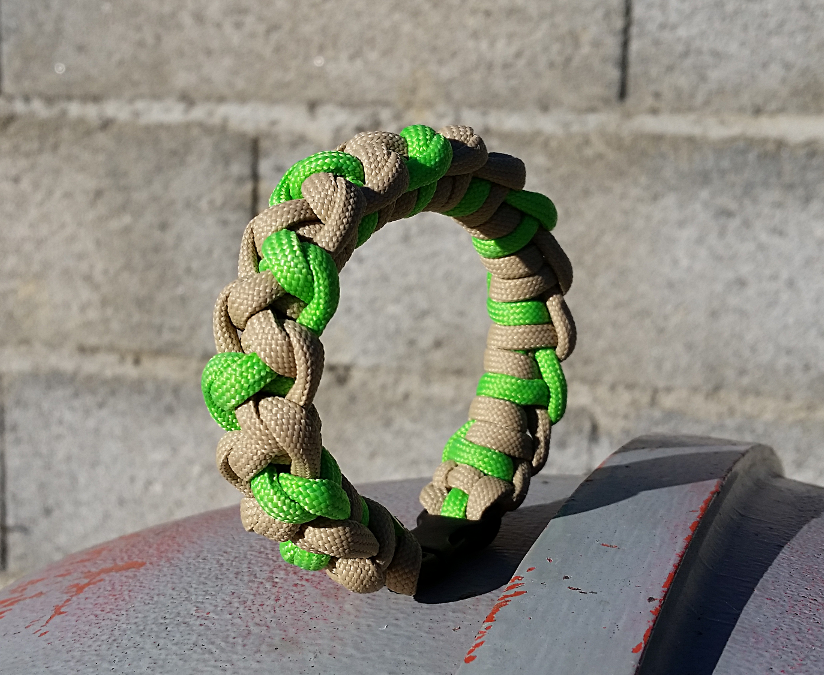
Wind Temple Bar bicolore

Ce nouage à 3 brins est composé de demi-clés posées sur l'âme du bracelet. La technique fait travailler un brin qui crée la demi-clé, fait traverser le nœud par un second brin avant serrage tandis que le troisième est ignoré. La technique commence par le brin central qui fait une demi-clé sur l'âme vers la droite ou vers la gauche, peu importe. Le brin traversant sera celui qui se trouve du côté où sort le brin courant après création de la demi-clé. Ensuite on travaille avec le brin traversant la demi-clé précédente et on réalise une demi-clé dont la sortie est orientée vers le brin qui n'a pas travaillé au tour précédent. Le brin ignoré au tour précédent traversera la demi-clé. Le brin qui a créé la demi-clé précédente est ignoré. La technique se poursuit jusqu'à l'extrémité de l'âme.
La technique crée une asymétrie par rapport à l'âme. Le nouage se construit au-dessus de l'âme et le brin qui passe au travers de la demi-clé formée par le brin courant (celui qui travaille) crée une sur-épaisseur dont il faut tenir compte dans le calcul de la longueur du bracelet. 
On peut faire le nouage en 3 couleurs (brin droit, gauche et central) mais généralement il est réalisé en 2 (brins droit/gauche et âme/brin central). La dénomination droite, gauche et centrale est sujette à confusion. En effet, comme pour un tressage, les brins changent de position durant l'exécution du nouage.

## Nouages à Nœud de cul de porc

### Snake
Code ABoK: #729, #775

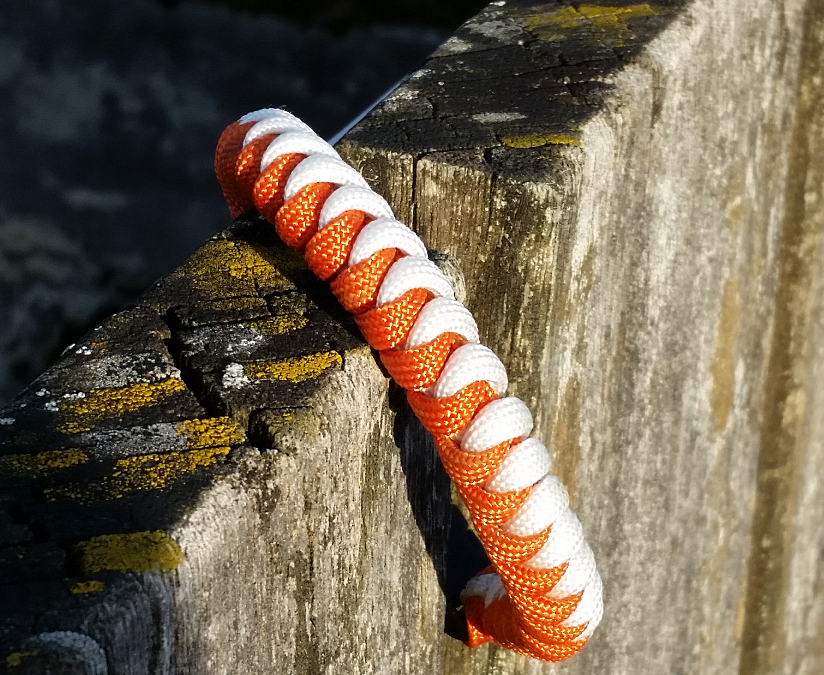
Snake bicolore

Aussi connu sous le nom de Chris Reeve Snake (le nœud final est le même que le Snake mais la méthodologie est différente), ce nouage est une série de nœuds de cul de porc à 2 brins. Ce nœud se construit en faisant tourner les brins dans le même sens. Lorsqu'un brin rencontre le début du suivant, il passe dessous puis dessus (cf. nœud de cul de porc à 2 brins). La technique de nouage fait qu'on obtient un bracelet cylindrique.
Ce nouage n'a pas d'âme ce qui rend le bracelet très souple.
Il peut se faire à 2 couleurs (brin droit/brin gauche) ce qui donne un bracelet en 2 couleurs parallèles le long de l'axe du bracelet avec une ligne de séparation en dent de scie.
Du fait du double croisement des brins, il n'est pas possible de faire du Snake un bracelet à déploiement rapide.

### Emperor snake
Ce nœud dérive du nouage Snake par ajout d'enroulements au nœud de cul de porc. Lors de la construction du nœud de cul de porc à 2 brins, on crée 2 anneaux en faisant passer le brin droit sous le gauche et le gauche sous le brin en tournant dans le même sens. Au moment du serrage, l'Emperor Snake réalise un enroulement autour du brin sous lequel est passé chaque brin. Cela crée un nœud allongé.
Comme le Snake, il n'a pas d'âme.
Il peut se faire à 2 couleurs (brin droit/brin gauche). Comme les brins sont interconnectés on obtient un motif bicolore comparable à des lignes droites en pointillés dans l'axe du bracelet.
Contrairement au Snake, le nouage Emperor Snake est plat et non cylindrique.
Du fait du double croisement des brins, il n'est pas possible de faire du Snake un bracelet à déploiement rapide.

## Nouages àNœud coulant

### Backbone Bar*
Code ABoK: #529, #1114

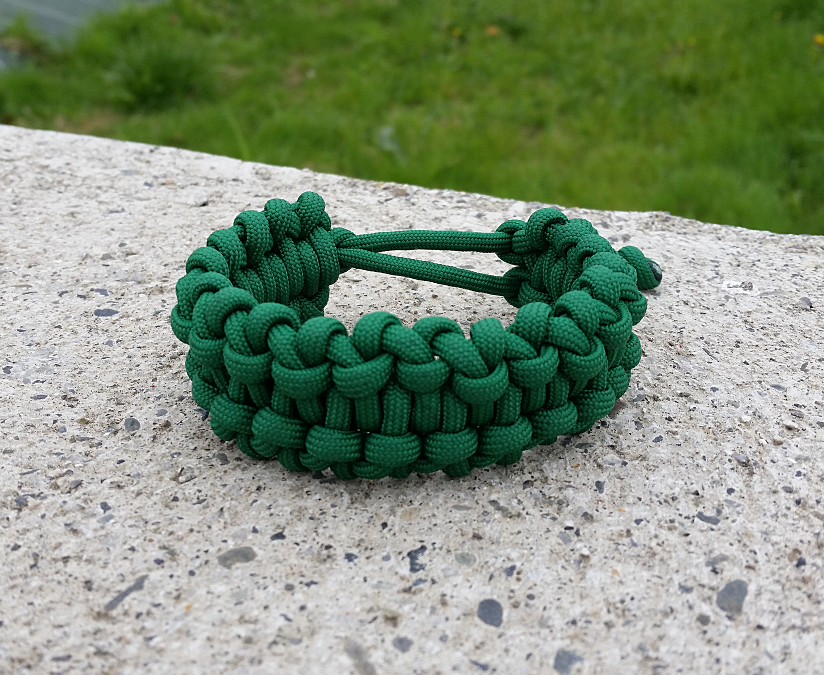
Backbone Bar avec finition Mad Max

Ce nouage est constitué d'une série de nœuds de galère serrés sur l'âme alternant brin droit, brin gauche. L'âme est complètement masquées par le nouage.
C'est un nouage à déploiement rapide si son âme est composée d'une ganse. Le déploiement se fait alors en 2 temps : retrait de l'âme (il ne reste qu'une série de nœuds coulant) et traction sur la corde pour défaire tous les nœuds coulant.
Ce nouage est large et permet de stocker une grande quantité de cordage (environ 4m de paracorde 550 suivant la tension du serrage et la longueur du bracelet).
Il peut être fait en 2 couleurs (brin droit/brin gauche). Dans ce cas, les 2 couleurs forment 2 peignes intercalés le long du bracelet.

## Nouages à enroulement
Ces nouages exploitent le fait d'enrouler sans revenir en arrière (donc sans boucle) un ou plusieurs brins autour de l'âme ou d'un autre brin. Seule une tension et un blocage permet à l'ensemble de rester solidaire. Contrairement aux nouages précédents, ces techniques ne sont pas des nœuds.

### Fishtail*
Code ABoK: #2961

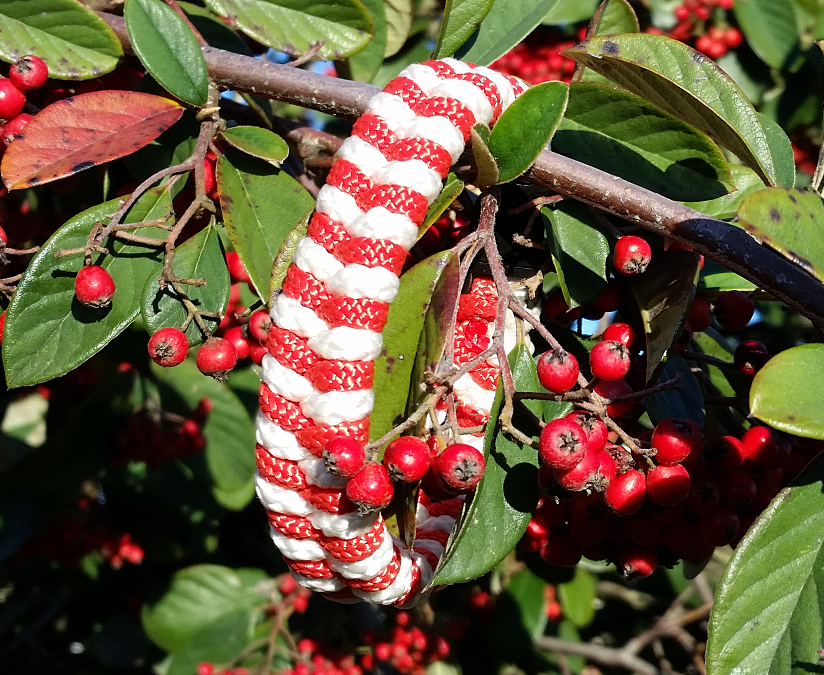
Fishtail bicolore

Nouage à 2 âmes pouvant être réalisé à 1 ou 2 brins. À 1 brin, la corde suit le tracé d'un infini (∞) autour des 2 âmes. À 2 brins, ceux-ci vont s'enrouler autour d'une âme puis de l'autre alternativement.
Ce nouage peut se réaliser en 2 couleurs (brin droit/brin gauche) ce qui donne un motif zébré.
Le nouage peut devenir un nouage à déploiement rapide si on crée les âmes d'un seul tenant sous la forme d'un Π. Le déploiement se fait alors en tirant sur les âmes pour les arracher du nouage et désolidariser l'ensemble.
S'il est réalisé avec un seul brin, le début et la fin du nouage seront à l'opposé l'un de l'autre. On passera alors le brin courant dans chaque ganse pour les verrouiller. Le bracelet pourra se finir avec un nœud de pêcheur par exemple.

### Oat Skipe Sinnet

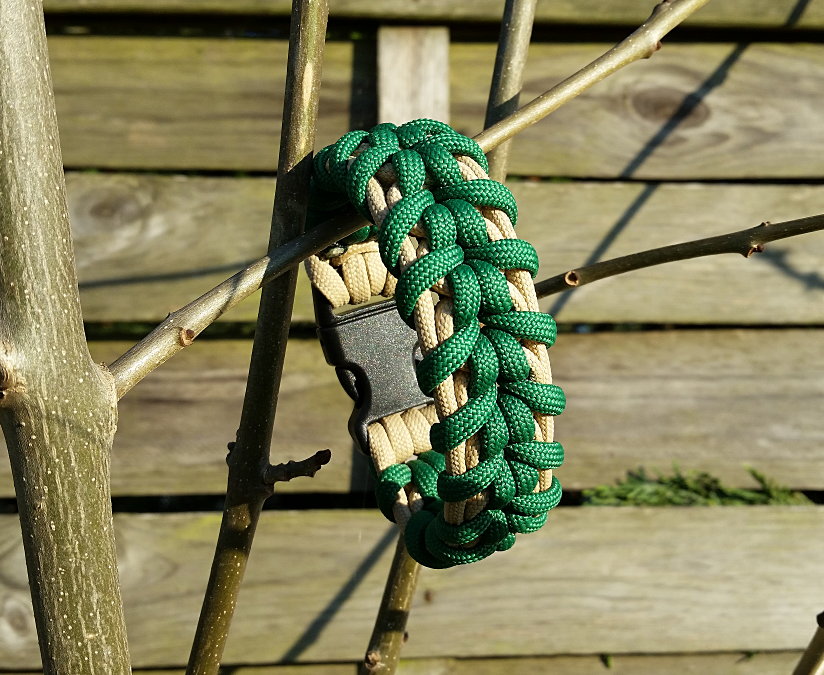
Oat Spike Sinnet bicolore (variante)

Ce nouage à 2 âmes fait partie des nouages travaillant perpendiculairement à l'axe du bracelet. En effet, la technique force les âmes à se croiser et les brins viennent s'enrouler autour du croisement en passant de l'arrière vers l'avant. Le brin droit s'enroule en partant du centre vers la droite et inversement pour le brin gauche. Ceci crée une série de "barreaux d'échelle" le long du bracelet.
Ce type de nouage ne peut pas être à déploiement rapide.
Il peut se faire à 2 couleurs (âme et brins).
Une variante du nouage ajoute 2 brins supplémentaires qui longent les âmes croisées de façon à rigidifier l'ensemble (ces brins ne travaillent pas, ils ne sont pas impliqués dans les croisements). Les brins courant viennent alors prendre une âme et un brin supplémentaire ensemble comme s'il s'agissait d'une seule et même âme entre chaque croisement.

### Rattlesnake*
Code ABoK: #541

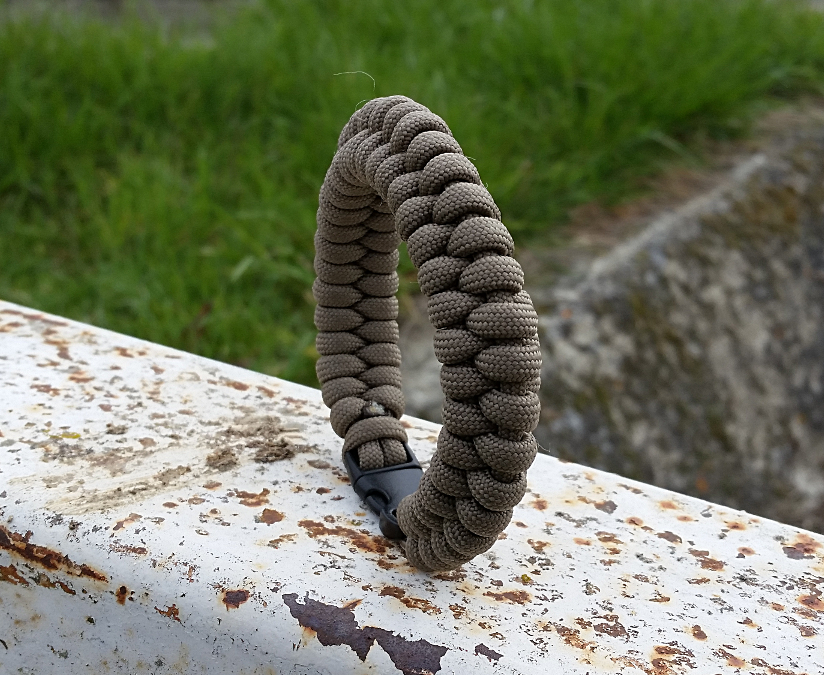
Rattlesnake

Ce nouage est une adaptation en bracelet du nœud de touline (à ne pas confondre avec la Pomme de touline). Ce nouage est constitué de 3 âmes et d'un brin s'enroulant autour des trois âmes positionnées en triangle.
Le brin courant (celui qui travaille) passe alors de l'âme 1 à la 2, la contourne par le dessous, passe à la 3e, la contourne par le dessous avant de faire de même avec la 1re. Il se crée alors un schéma triangulaire sans arches.
Il peut être rendu à déploiement rapide si les âmes sont constituées de ganses. S'il est réalisé avec un seul brin, le début et la fin du nouage seront à l'opposé l'un de l'autre. On passera alors le brin courant dans chaque ganse pour les verrouiller. Le bracelet pourra se finir avec un nœud de pêcheur par exemple.
Le nouage peut se faire à 2 couleurs (âme et brin courant).
Ce nouage est donc asymétrique et sera considéré comme un nouage Fishtail lors du calcul de la longueur du bracelet. Ce nouage permet d'embarquer près de 3m de paracorde 550 voire plus si on utilise des âmes faites de ganses. La longueur de corde disponible est également dépendante du serrage et la propension qu'à la corde à s'écraser sur elle-même. 

### Trilobite*

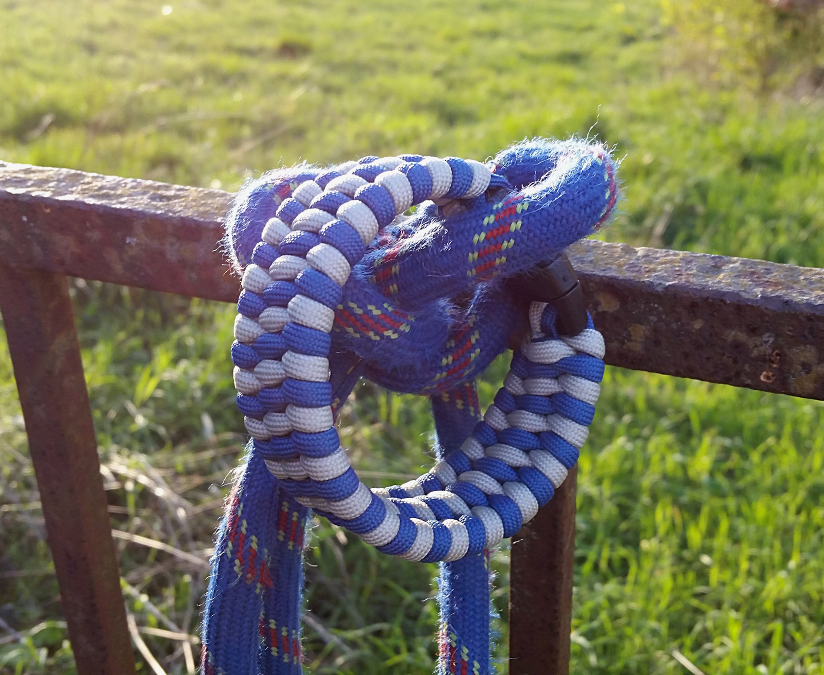
Trilobite bicolore

Également connu sous le nom de Ladder Rack (bicolore) ou Extreme Weave (bicolore), ce nouage est basé sur le principe du nouage Fishtail mais travaille sur 3 âmes au lieu de 2. Contrairement au nouage Rattlesnake les âmes sont sur le même plan et non posées en triangle. Le bracelet prend une forme plane comme l'animal du même nom.
Lorsqu'il est fait en deux couleurs, le Trilobite crée des hachures.
Dans le cas particulier de l’Extreme Weave, la technique fait un aller et un retour avec chaque brin contrairement au Trilobite qui fait un aller avec chaque brin avant de réaliser le retour. Ceci crée un motif en chevrons au lieu de simples hachures. Contrairement au Rattlesnke qui suit un enchaînement 1-2-3-1-2-3, le Trilobite suit lui une schéma 1-2-3-2-1.
Il est possible de rendre ce bracelet à déploiement rapide en créant 3 ganses selon le schéma : Ш. Ainsi, il est possible d'arracher les ganses et de détruire la cohésion du nouage.
Ce nouage permet de stocker une importante quantité de corde du fait de sa largeur. La tension du cordage aura un impact sur la longueur de corde utilisée.

### Conquistador

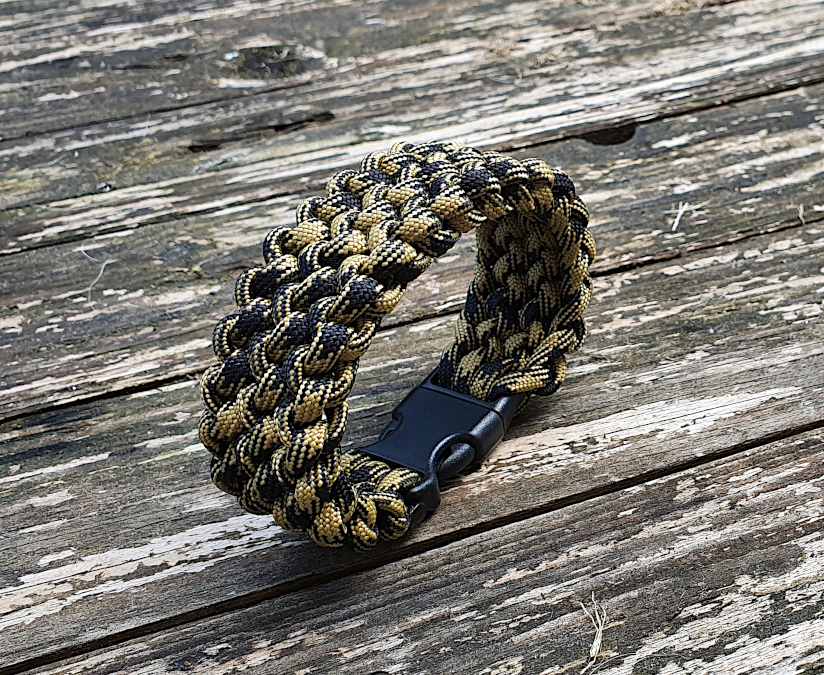
Conquistador

Ce nouage sans âme est basé sur une succession d'enroulements en diagonale entrelacés avec les enroulements du rang précédent. Chaque rang adopte la diagonale opposée au rang précédent. Le motif résultant ressemble visuellement à des snake knots parallèles suivant longitudinalement le bracelet.
Ce bracelet peut facilement être élargi en ajoutant des enroulements sur chaque rang. Autre avantage de ce nouage, vu qu'il n'a pas d'âme, il progresse par ajout de rangs, on peut donc faire le nouage de la longueur qu'on souhaite sans avoir à calculer quoi que ce soit à l'avance.
Il est possible de réaliser en multicolore.
Ce nouage permet de stocker une importante quantité de corde du fait de sa largeur et de sa compacité. La tension du cordage aura assez peu d'impact sur la longueur de corde utilisée.
Du fait de sa conception, il n'est pas démontable rapidement.

## Nouages à ganses imbriquées
Comme les nouages à enroulement, ces nouages utilisent une technique qui n'est pas un nœud. L'assemblage ne garde sa cohérence que s'il est correctement mis sous tension. C'est pourquoi ils sont généralement utilisés comme nouages à déploiement rapide.

### Cobra quick deploy*

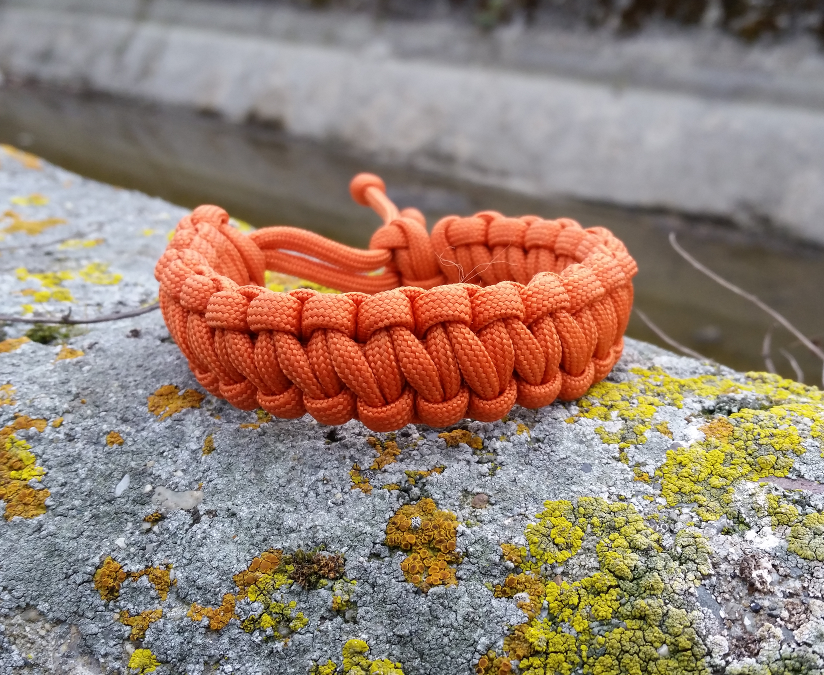
Cobra Quick Deploy avec finition Mad Max

Ce nouage à une âme ressemble visuellement au nouage Cobra mais sans utiliser ni la technique ni la structure.
La technique est dérivée du nouage Zipper Sinnet. Il s'agit d'une série de ganses s'inter-bloquant autour de l'âme. Seule l'âme empêche le nouage de se désolidariser.
L'utilisation de ganses (au-dessus puis en dessous de l'âme) crée un motif ressemblant au Cobra mais avec un décalage qui forme un angle obtus et non droit comme le Cobra. Du fait de la tension qui se crée dans le nouage, celui-ci a tendance à vriller sur lui-même surtout au moment du serrage.
Il peut être à déploiement rapide si l'âme est constituée d'une ganse. Le déploiement se fait alors simplement en retirant l'âme du nouage.
Le nouage peut être fait en 2 couleurs (brin droit/brin gauche). Dans ce cas, il se forme un motif similaire au Cobra c'est-à-dire qu'une couleur constituera le centre du bracelet et l'autre les bordures. Le nœud est alors réversible avec inversion des couleurs.

### Zipper Sinnet*
Code ABoK: #2897

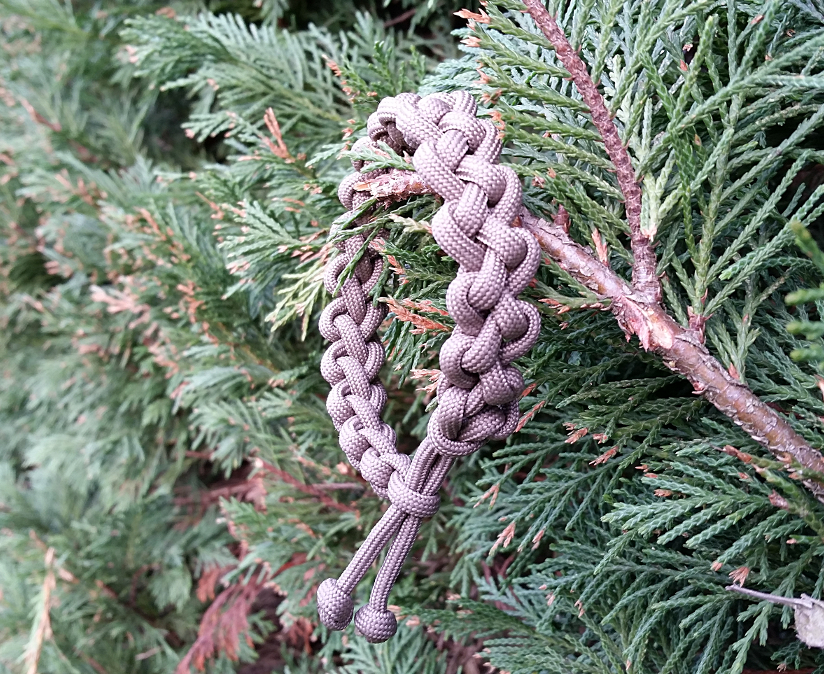
Zipper Sinnet avec finition Mad Max

Ce nouage structurellement à déploiement rapide et sans âme est un interblocage entre les ganses des deux brins. Le brin droit forme une ganse dans laquelle passe une ganse formée avec l'autre brin. On serre alors la première ganse sur la seconde pour la bloquer. On forme une nouvelle ganse et on la passe dans la ganse prise qu'on serre et on recommence.
Le nouage forme un motif ressemblant à une fermeture éclair.
Le nouage peut être fait en 2 couleurs (brin droit/brin gauche).
Le nœud initial est un nœud coulant en 1 couleur. En 2 couleurs, le premier passage se fait avec une boucle et non une ganse.
Le déploiement se fait en tirant alternativement sur un brin puis sur l'autre.
L'avantage de ce type de nouage est qu'il n'est pas nécessaire de connaître à l'avance la longueur du bracelet (puisqu'il n'y a pas d'âme).